# Freddy Schwienbacher
Freddy Schwienbacher (ur. 3 sierpnia 1975 w Merano) – włoski biegacz narciarski. Podczas igrzysk w Salt Lake City zajął 5. miejsce w sprincie, wynik ten powtórzył na igrzyskach w Turynie. Najlepszym osiągnięciem w startach na mistrzostwach świata w narciarstwie klasycznym jest 4. miejsce zdobyte w sprincie drużynowym na mistrzostwach świata w Oberstdorfie w 2005 roku.

## Osiągnięcia

### Igrzyska olimpijskie
| Miejsce | Dzień     | Rok  | Miejscowość    | Konkurencja                        | Czas biegu | Strata  | Zwycięzca        |
| ------- | --------- | ---- | -------------- | ---------------------------------- | ---------- | ------- | ---------------- |
| 26.     | 15 lutego | 2002 | Salt Lake City | 15 km stylem klasycznym            | 37:07,4    | +2:37,5 | Andrus Veerpalu  |
| 5.      | 19 lutego | 2002 | Salt Lake City | Sprint stylem dowolnym             | 2:56,9     | -       | Tor Arne Hetland |
| 9.      | 14 lutego | 2006 | Turyn          | Sprint drużynowy stylem klasycznym | 17:02,9    | +28,4   | Szwecja          |
| 5.      | 22 lutego | 2006 | Turyn          | Sprint stylem dowolnym             | 2:26,5     | -       | Björn Lind       |

### Mistrzostwa świata
| Miejsce | Dzień     | Rok  | Miejscowość   | Konkurencja                      | Czas biegu | Strata  | Zwycięzca           |
| ------- | --------- | ---- | ------------- | -------------------------------- | ---------- | ------- | ------------------- |
| 34.     | 15 lutego | 2001 | Lahti         | 15 km stylem klasycznym          | 39:26,0    | +3:29,6 | Per Elofsson        |
| 20.     | 21 lutego | 2001 | Lahti         | Sprint stylem dowolnym           | 3:14,1     | -       | Tor Arne Hetland    |
| 32.     | 21 lutego | 2003 | Val di Fiemme | 15 km stylem klasycznym          | 35:47,5    | +1:53,5 | Axel Teichmann      |
| 8.      | 23 lutego | 2003 | Val di Fiemme | 2 × 10 km łączony                | 47:42,3    | +3,0    | Per Elofsson        |
| 6.      | 26 lutego | 2003 | Val di Fiemme | Sprint stylem dowolnym           | 3:12,1     | -       | Thobias Fredriksson |
| 33.     | 22 lutego | 2005 | Oberstdorf    | Sprint stylem klasycznym         | 2:32,1     | -       | Wasilij Roczew      |
| 4.      | 25 lutego | 2005 | Oberstdorf    | Sprint drużynowy stylem dowolnym | 14:08,6    | +13,3   | Norwegia            |

### Mistrzostwa świata juniorów
| Miejsce | Dzień       | Rok  | Miejscowość | Konkurencja             | Wynik     | Strata  | Zwycięzca       |
| ------- | ----------- | ---- | ----------- | ----------------------- | --------- | ------- | --------------- |
| 33.     | 30 stycznia | 1994 | Breitenwang | 30 km stylem dowolnym   | 1:18:07,8 | +5:57,2 | Mitsuo Horigome |
| 5.      | 1 marca     | 1995 | Gällivare   | 10 km stylem klasycznym | 27:26,1   | +35,5   | Roman Mironow   |
| 1.      | 3 marca     | 1995 | Gällivare   | Sztafeta 4 × 10 km      | 1:51:54   | -       | -               |
| 35.     | 5 marca     | 1995 | Gällivare   | 30 km stylem dowolnym   | 1:22:35,2 | +5:52,4 | Pietro Broggini |

### Puchar Świata

#### Miejsca w klasyfikacji generalnej
| Sezon     | Puchar Świata | Sprint      | Biegi dystansowe |
| --------- | ------------- | ----------- | ---------------- |
| 1995/1996 | 75. miejsce   | -           | -                |
| 1999/2000 | 30. miejsce   | 12. miejsce | -                |
| 2000/2001 | 41. miejsce   | 18. miejsce | -                |
| 2001/2002 | 27. miejsce   | 10. miejsce | -                |
| 2002/2003 | 42. miejsce   | 22. miejsce | -                |
| 2003/2004 | 34. miejsce   | 12. miejsce | 99. miejsce      |
| 2004/2005 | 27. miejsce   | 18. miejsce | 40. miejsce      |
| 2005/2006 | 65. miejsce   | 38. miejsce | 67. miejsce      |
| 2007/2008 | 139. miejsce  | 94. miejsce | -                |

#### Miejsca na podium
| Nr | Dzień       | Rok  | Miejscowość | Konkurencja            | Czas biegu | Pozycja | Strata | Zwycięzca      |
| -- | ----------- | ---- | ----------- | ---------------------- | ---------- | ------- | ------ | -------------- |
| 1. | 12 marca    | 2004 | Pragelato   | Sprint stylem dowolnym | ?          | 1.      | -      | -              |
| 2. | 16 stycznia | 2005 | Nové Město  | Sprint stylem dowolnym | ?          | 2.      | -      | Johan Kjølstad |